# Elaeagnus rivularis
Elaeagnus rivularis — вид квіткових рослин з родини маслинкових (Elaeagnaceae). Поширення: Північна М'янма.